# Langwathby
Langwathby est un village et une paroisse civile de Cumbria, situé dans le nord de l'Angleterre. 